# Hutmann
Ein Hutmann, auch Huther, Hütmann, Huttmann oder Hüttmann genannt, war im frühen Bergbau ein Bergmann, der als Grubenaufseher für das Bergwerk tätig war. Die Bezeichnung Hutmann wurde abgeleitet von seiner Tätigkeit, denn der Hutmann hatte die Aufgabe, den ordnungsgemäßen Betrieb des Bergwerks zu überwachen oder, wie man es damals bezeichnete, zu hüten oder zu behüten. Er musste dafür Sorge tragen, dass keine werksfremden Personen, unberechtigt oder ohne sein Wissen, in die Grube einfuhren. Je nach Betriebsgröße der Bergwerke gab es auf ihnen eine unterschiedlich hohe Anzahl an Hutleuten, die in unterschiedlichen Funktionen auf den jeweiligen Bergwerken tätig waren und entsprechend ihrer Funktion bezeichnet wurden.

## Hierarchie und Kompetenzen
Die Hierarchie und die Kompetenzen der Hutleute waren unterschiedlich eingeordnet je nach Bergrevier und Zeitraum, aber auch abhängig von der Größe des jeweiligen Bergwerks. Bei kleineren Gruben hatte der Hutmann die Stelle eines Obersteigers inne. In größeren Bergwerken war er als Aufsichtsperson dem Schichtmeister unterstellt und hatte oftmals noch einen oder mehr Hutleute als Helfer. Dem Hutmann unterstellt waren unter anderem der Knechthutmann und der Bubenhutmann. Wurde in Bergwerken auch des Nachts gearbeitet, gab es für die Tagschicht einen Taghutmann, auf der Nachtschicht hatte der Nachthutmann die Aufsicht. Als Taghutmann wurde ein erfahrener Bergmann bestellt, dieser musste einen Eid über seine Pflichten ablegen. Der Taghutmann konnte bei entsprechender Betriebsgröße einen Arbeiter als Gehilfen auswählen. Dieser Knechthutmann war dem Taghutmann unterstellt und unterstützte ihn bei seinen Aufgaben. Da im Bergbau auch früher Kinder als Klauberjungen tätig waren, wurde aus ihren Reihen der größte und tauglichste als Bubenhutmann herangezogen. Seine Aufgabe war es, die anderen Buben zu beaufsichtigen und bei der Arbeit fachlich anzuleiten. In den, den Bergwerken angegliederten Aufbereitungsstätten, Pochwerken und Schmelzhütten gab es auch Hutleute, die je nach Aufgabenbereich als Pochwerkshuttmann, Waschwerkshuttmann, Scheiderhuttmann oder Hüttenhuttmann bezeichnet wurden.

## Aufgaben
Die Aufgaben des Hutmannes waren sehr umfangreich. Er führte die Aufsicht über die gesamte Grubenbelegschaft und musste darauf achten, dass die Bergleute die Arbeitszeiten einhielten. Nicht zur Belegschaft des jeweiligen Bergwerks gehörende Personen, die das Bergwerk befahren wollten, wurden vom Hutmann entsprechend mit Kleidung wie Bergkittel, Arschleder, Kappe und Geleucht ausgerüstet. Fernerhin musste der Hutmann darauf achten, dass der Vortrieb so schnell wie möglich verlief. Außerdem musste er mehrmals in der Woche das Grubengebäude befahren und auf Gefahren überprüfen. Der Hutmann hatte auch die Aufgabe, über alles Gezähe, alle Sachmittel und Materialien zu wachen. Defektes Gezähe ließ er in der Bergschmiede vom Bergschmied reparieren. Während der Ein- und Ausfahrt ging er den Bergleuten zur Hand. Er führte Aufzeichnungen über die geleistete Arbeit der Bergleute. Diese Aufzeichnungen waren den Gewerken die Grundlage für die Lohnverrechnung der Bergleute. Des Weiteren war der Hutmann bei den jeweiligen Gedingeverhandlungen zugegen. Verstöße der Bergleute musste der Taghutmann bei den Gewerken anzeigen, der Nachthutmann meldete Verstöße entweder dem Taghutmann oder den Gewerken. Bestanden in der Grube erhebliche Mängel, so konnte der Hutmann vom Bergrichter verlangen, dass dieser in die Grube einfuhr und die Mängel besichtigte.

## Privilegien
Der Hutmann hatte meist im Obergeschoss des Huthauses seine Wohnung. Er musste keine körperlich schwere Arbeit verrichten, sondern war als verantwortliche Person des Bergwerks tätig. Auch wurde er aufgrund seiner Verantwortung und je nach Aufgabengebiet besser entlohnt als die anderen Bergleute. Diese bessere Bezahlung galt für alle Hutleute eines Bergwerks und richtete sich in ihrer Höhe je nach Aufgabenbereich des jeweiligen Hutmanns. Zudem hatte der Hutmann noch die Genehmigung etwas Handel zu treiben, indem er an die Belegschaft des jeweiligen Bergwerks Getränke und Lebensmittel verkaufte.